# Marad

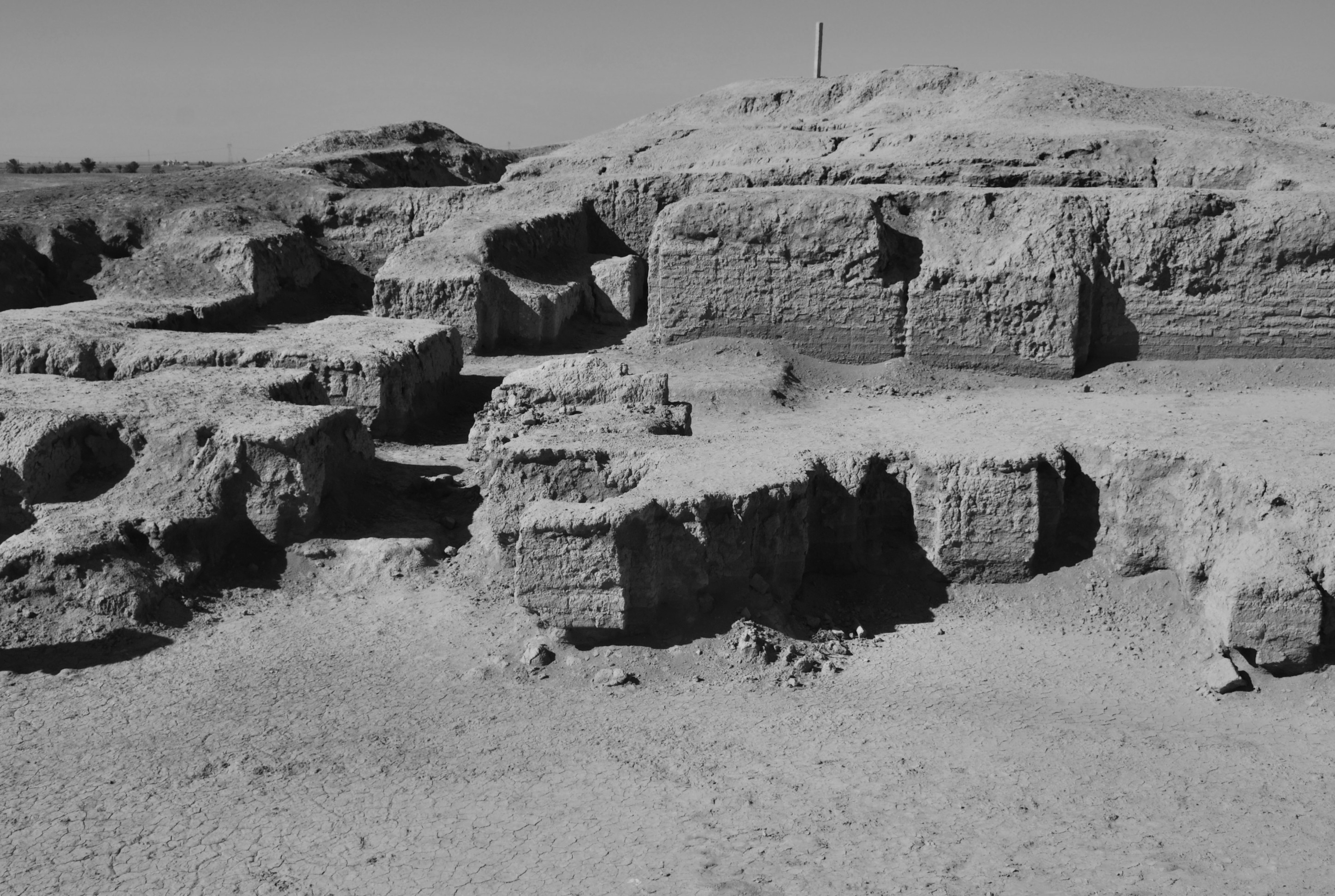

Marad (en sumérien : Marda), sur le site de l'actuel Tell Wannat es-Sadum ou Tell as-Sadoum, en Irak, est une ancienne cité de Sumer.
Marad était située sur la rive ouest de la rivière Arahtu, alors affluent de la branche ouest de l'Euphrate supérieur, à l'ouest de Nippur et à 50 km environ au sud-est de Kish.

## Histoire
Marad fut fondée vers 2700 av. J.-C. durant la dynastie archaïque II. La cité fut intégrée à l'empire d'Akkad après sa conquête par l'empereur Sargon.
Le grand temple de Marad, dont le nom cérémoniel est « Maison, œil du pays » (sumérien é-igi-kalamma) est dédiée au culte de Ninurta, dieu de la terre et des moissons, connu localement sous l'épithète Lugal-Marada, « Roi de Marad », divinité tutélaire de la ville. Sa fondation légendaire était attribuée au dieu Sîn et à Lugal-Marada. Ce temple était doté d'une ziggurat.

## Archéologie
Le site a une surface d'environ 120 ha. Il a été fouillé par une équipe de l'Université Al Qadissiya conduite par Naal Hannoun en 1990 et par Abbas Al-Hussainy en 2005 et 2007.